# Say thuốc
Say thuốc hay say chất là một dạng của rối loạn cảm ứng chất có thể gây rối loạn thích nghi hay suy yếu, nhưng có thể hồi phục được, và có liên quan đến một lần sử dụng thuốc gần đó.
Nếu các triệu chứng là nặng, thuật ngữ "mê sảng say thuốc" có thể được sử dụng.
Từ lóng phê thuốc có thể được dùng cho một số ma túy nhất định.